# Marshawn Lynch
Marshawn Terrell Lynch (* 22. April 1986 in Oakland, Kalifornien) ist ein ehemaliger US-amerikanischer American-Football-Spieler, der auf der Position des Runningbacks spielte. Er war in seiner Karriere unter anderem für die Buffalo Bills, Seattle Seahawks und die Oakland Raiders in der National Football League (NFL) aktiv und spielte College Football an der University of California, bevor er in der ersten Runde des NFL Drafts 2007 von den Bills ausgewählt wurde. 2010 wechselte er zu den Seahawks, mit denen er den Super Bowl XLVIII gewann. Nachdem er im Jahr 2016 zunächst sein Karriereende bekanntgab, kehrte er am 26. April 2017 ins aktive Geschäft zurück und unterschrieb einen Vertrag bei den Oakland Raiders. Am 23. Dezember 2019 kehrte er erneut zu den Seattle Seahawks zurück und beendete dort seine Karriere.
Aufgrund seiner aggressiven Spielweise und seiner Fähigkeit, gegnerische Tackles zu durchbrechen, erhielt er den Spitznamen „Beastmode“.

## Frühe Jahre

### Kindheit und Highschool
Lynch wuchs in Oakland, Kalifornien, in einem schwierigen sozialen Umfeld als eines von vier Kindern auf. Seine Mutter, Delisa Lynch, die aus einer sportlichen Familie stammte, musste die Kinder alleine großziehen und ermutigte sie, während sie arbeiten musste, Sport zu treiben und die Spiele der Geschwister zu besuchen, damit sie auf den Straßen Oaklands nicht in Schwierigkeiten gerieten. Bereits als Kind war Lynch schnell und groß und wurde somit von seinem damaligen Trainer „Man Child“ genannt.
Lynch besuchte die Oakland Technical High School und übte dort neben Football auch Basketball, Ringen und Leichtathletik aus. Im Football-Team kam er nicht nur als Runningback, sondern auch als Quarterback, Linebacker und Defensive Back zum Einsatz. Am meisten Erfolg hatte er jedoch auf der Runningback-Position, auf der er drei Jahre in Folge ins All-League-Team gewählt wurde. 2004, in seinem letzten Jahr an der High School, erlief er in zehn Spielen mehr als 2.000 Yards und 33 Touchdowns und interceptete als Verteidiger 20 Pässe. Rivals.com bewertete ihn zu diesem Zeitpunkt als 4-Sterne-Talent und zweitbesten Runningback seines Jahrganges, hinter Adrian Peterson.

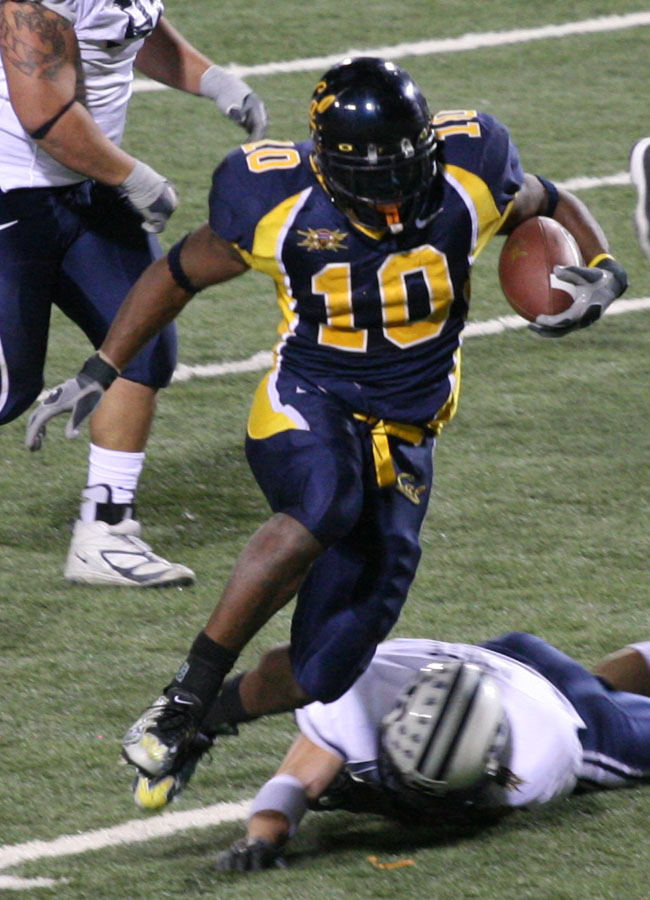
Lynch im Las Vegas Bowl 2005

### College
Lynch besuchte die University of California in Berkeley, wo er für die Golden Bears College Football spielte. Als Freshman und Ersatzmann für Starter J. J. Arrington, lief er 71-mal mit dem Ball und erzielte insgesamt 628 Yards und acht Touchdowns. Des Weiteren fing er 19 Pässe für zwei Touchdowns und 147 Yards.
2005 beendete Arrington seine College-Zeit und Lynch wurde Starter als Runningback der Golden Bears. Obwohl er zwei Spiele wegen Verletzungen aussetzen musste, erreichte er 1.246 Yards aus 196 Läufen und zehn Touchdowns, sowie 15 gefangene Pässe für 125 Yards. Im Las Vegas Bowl 2005 erreichte Lynch 194 Yards und drei Touchdowns und wurde für diese Leistung zum Most Valuable Player (MVP) des Spiels gekürt.
2006 wurde Lynch in die All-Pac-10-Auswahl und das AFCA-All-America-Team berufen sowie als All-Pac-10 Offensive-Player of the Year geehrt. Sein letztes Spiel für die California Golden Bears machte Lynch am 28. Dezember 2006. Im Holiday Bowl erzielte er zwei Touchdowns gegen Texas A&M und teilte sich die Auszeichnung des Co-Offensive Player of the Game mit seinem Mitspieler Nate Longshore.
Am 2. Januar 2007 verkündete Lynch, seine College-Karriere zu beenden und am NFL Draft teilzunehmen. Er hält den Schulrekord für die meisten Spiele mit mehr als 100 erlaufenen Yards (17) und erlief in den drei Spielzeiten die zweitmeisten Yards in der Schulgeschichte (3.230).

## NFL

### Buffalo Bills
Marshawn Lynch wurde im NFL Draft 2007 als zwölfter Spieler in der ersten Runde von den Buffalo Bills ausgewählt und teilte sich dort von Beginn an die Einsatzzeiten mit Fred Jackson. In seiner ersten Spielzeit in der NFL wurde er gleich zum Leistungsträger bei den Bills und erlief bei 13 Einsätzen 1.115 Yards und sieben Touchdowns. Zudem fing er 18 Pässe für 184 Yards. Sein bestes Spiel gelang ihm am 4. November 2007 gegen die Cincinnati Bengals, als er 29-mal mit dem Ball für 153 Yards und einen Touchdown lief.
Die Saison 2008 beendete Lynch mit 1.036 Yards (acht Touchdowns) aus Läufen und 300 Yards aus 47 Passfängen (ein Touchdown). Für diese Leistung wurde er als Nachrücker für den verletzten Chris Johnson für den Pro Bowl nominiert. Nach Ende der Spielzeit wurde Lynch nach einer Durchsuchung seines Autos wegen illegalen Waffenbesitzes angeklagt und zu einer dreijährigen Haftstrafe auf Bewährung und 80 Stunden gemeinnütziger Arbeit verurteilt. Die NFL suspendierte ihn daraufhin für die ersten drei Spiele der Saison 2009.
Während Lynchs Sperre nutzte Fred Jackson die Chance und überzeugte mit starken Leistungen, wodurch Lynch nach seiner Rückkehr nur auf wenig Einsatzzeiten und insgesamt 450 Yards Raumgewinn kam. In der Preseason 2010 verletzte sich Lynch und startete mäßig in die neue Spielzeit. Nach vier durchwachsenen Einsätzen ließen die Bills ihn schließlich am 6. Oktober 2010 für zwei Draft-Picks (ein Viertrundenpick 2011 und ein Conditional-Pick 2012) zu den Seattle Seahawks ziehen.

### Seattle Seahawks
Bei den Seahawks traf er auf seinen Runningback-Kollegen vom College, Justin Forsett. In seinem ersten Einsatz für den neuen Arbeitgeber gelang ihm gleich ein Touchdown gegen die Chicago Bears. Sein bestes Spiel gelang ihm gegen die Carolina Panthers, als er am dreizehnten Spieltag für 83 Yards und drei Touchdowns lief. Trotz einer Bilanz von 7–9 erreichte er mit seinem Team zum ersten Mal die Play-offs. Am 8. Januar 2011 spielten die Seahawks in der Wildcard-Runde gegen den amtierenden Super-Bowl-Champion, die New Orleans Saints. Lynch gelang in diesem Spiel ein Touchdownlauf über 67 Yards, bei dem er neun Tackles durchbrach und Saints Cornerback Tracy Porter mit einem Stiff-Arm zu Boden warf. Dieser Lauf wurde als „Beast Quake“ bekannt, ein Kofferwort bestehend aus Lynchs Spitzname „Beastmode“ und „Earthquake“ (engl. für Erdbeben), denn die feiernden und hüpfenden Fans erzeugten während des Spielzuges Erschütterungen, die von einem Seismographen in Stadionnähe registriert wurden. In diesem Spiel verbuchte Lynch 131 Yards bei 19 Läufen, und Seattle gewann 41:36. Eine Woche später verlor das Team bei den Chicago Bears mit 24:35. Lynch beendete die Saison mit 737 erlaufenen Yards und 6 Touchdowns.

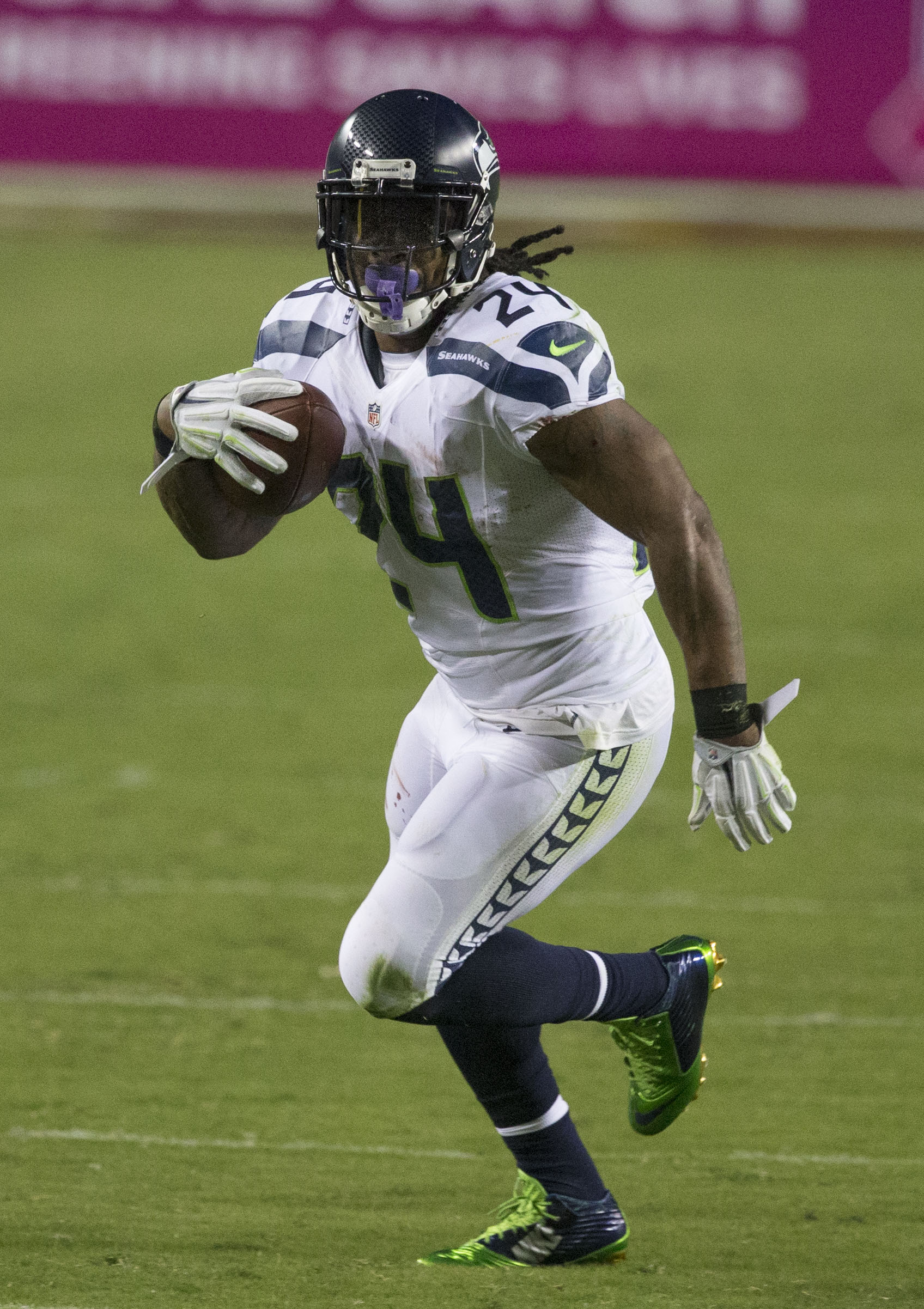
Lynch 2014

2011 stellte Lynch neue Karrierebestleistungen auf, als er in 15 Spielen für 1.204 Yards und zwölf Touchdowns lief. Beim Spiel gegen die Philadelphia Eagles wurde gefilmt, wie er nach einem Touchdown von einem Trainer Skittles als Belohnung erhielt. Von diesem Zeitpunkt an ließen Seahawks-Fans bei jedem seiner Touchdowns Skittles auf das Spielfeld regnen. Am 18. Dezember 2011 brach Lynch den Franchise-Rekord von Shaun Alexander, indem er im zehnten Spiel in Folge einen Touchdown erlief. Lynch kam nach der Saison zu seiner zweiten Pro-Bowl-Teilnahme, als er San Francisco 49ers Runningback Frank Gore ersetzte.
Am 4. März 2012 unterschrieb er einen neuen Vierjahresvertrag über 31 Millionen US-Dollar.
Ab der Spielzeit 2012 war das Offensivspiel der Seahawks komplett auf Lynch zugeschnitten. Das dominante Laufspiel entlastete Rookie-Quarterback Russell Wilson und Lynch lief für 1.590 Yards (elf Touchdowns) – seine Karrierebestleistung. Das Team zog mit elf Siegen bei fünf Niederlagen nach einem Jahr Pause wieder in die Play-offs ein, und Lynch wurde zum All-Pro gewählt. In der Wildcard-Runde lief Lynch beim 24:14-Erfolg bei den Washington Redskins für 124 Yards und einen Touchdown. Eine Woche später verlor er mit seinem Team jedoch bei den Atlanta Falcons nach einem 7:27-Rückstand, der zwischenzeitlich in eine 28:27-Führung gedreht werden konnte, noch durch ein Field Goal von Matt Bryant in den Schlusssekunden.
In der Saison 2013 hatte er großen Anteil am Einzug der Seattle Seahawks in den Super Bowl XLVIII, denn das Laufspiel war weiterhin das Herzstück der Offensive. Lynch erzielte 1.257 Yards und 12 Touchdowns und wurde im dritten Jahr in Folge in den Pro Bowl gewählt. Durch eine 13:3-Bilanz sicherten sich die Seahawks den Heimvorteil für die Play-offs und Lynch verhalf seinem Team mit Spielen über 140 und 109 Yards und insgesamt drei Touchdowns zu Erfolgen gegen die New Orleans Saints und San Francisco 49ers. Beim überraschend deutlichen 43:8-Sieg im Super Bowl gegen die Denver Broncos erzielte Lynch 39 Yards Raumgewinn und einen Touchdown und holte somit den ersten Titel nach Seattle.
2014 erzielte Lynch in der weiterhin lauforientierten Offensive der Seahawks 1.306 Yards und 13 Touchdowns. Am 16. Spieltag gelang ihm gegen die Arizona Cardinals der längste Touchdownlauf seiner Karriere. Ähnlich wie beim Beastquake durchbrach er über 79 Yards hinweg mehrere Tackles und lief den Ball unaufhaltsam in die gegnerische Endzone. Im NFC Championship Game gegen die Green Bay Packers trug Lynch mit 157 Yards und einem Touchdown dazu bei, dass sein Team einen 7:19-Rückstand innerhalb von vier Minuten noch aufholen und in Overtime in einen 28:22-Erfolg drehen konnte und sich somit erneut für den Super Bowl qualifizierte. Vor Super Bowl XLIX zeigte Lynch erneut seine Scheu den Medien gegenüber, als er bei einer Pflichtveranstaltung fünf Minuten lang alle Fragen mit „I’m just here so I won’t get fined“ (Ich bin nur hier, damit ich keine Strafe zahlen muss) beantwortete. Zuvor wurde er für seine mangelnde Bereitschaft, Interviews zu geben, von der NFL bereits mehrmals zu Strafzahlungen verurteilt. Im Spiel gegen die New England Patriots erzielte er bei 24 Versuchen 102 Yards Raumgewinn. Kurz vor Schluss, die Seahawks waren einen Yard vor der gegnerischen Endzone, entschieden sie sich, anstatt Lynch den Ball zu geben, für ein Passspiel, und Malcolm Butler interceptete den Ball. Somit scheiterte die Titelverteidigung und die Seahawks verloren 24:28. Die Entscheidung, Lynch in dieser Situation nicht den Ball zu geben, sorgte bei Fans und Medien für Fassungslosigkeit und wurde gar als schlechtester Spielzug in der NFL-Geschichte bezeichnet.
Am 6. März 2015 unterschrieb Lynch einen neuen Zweijahresvertrag über $24 Millionen. Nach einer mäßigen ersten Saisonhälfte, in der er immer wieder angeschlagen spielte, verpasste er die letzten sieben Regular-Season-Spiele, weil er sich einer Operation unterziehen musste. Seine beste Saisonleistung gelang ihm am siebten Spieltag gegen die San Francisco 49ers, als er 122 Yards und einen Touchdown erzielte. In seiner Abwesenheit kam zunächst Rookie Thomas Rawls zum Einsatz, der sich jedoch ebenfalls verletzte, wodurch der Fokus zunehmend auf das Passspiel gelegt wurde. Die Seahawks zogen durch einen 10:9-Sieg bei den Minnesota Vikings in die Divisional-Round der Play-offs ein, in der Lynch wieder einsatzbereit war. Bei der 24:31-Niederlage bei den Carolina Panthers war er mit sechs Läufen für 20 Yards jedoch kein großer Faktor.
Nachdem es bereits vor Saisonbeginn Gerüchte über ein mögliches Karriereende gegeben hatte, gab Marshawn Lynch im Alter von 29 Jahren am 7. Februar 2016 während des Super Bowl 50 via Twitter sein Karriereende bekannt. Am 5. Mai 2016 wurde Lynch auf der Reserve/Retired List platziert, hatte aber bis Ende Mai seine Rücktrittspapiere noch nicht eingereicht. Der General Manager der Seahawks, John Schneider, gab Anfang Mai 2016 bekannt, dass die Seahawks Lynchs Rückennummer 24 in der Saison 2016 nicht mehr vergeben würden.

### Oakland Raiders
Vor der NFL-Saison 2017 liebäugelte Lynch nach seinem vorübergehenden Karriereende mit einer Wiederkehr in die NFL. Nach guten Gesprächen mit den Oakland Raiders mit Sitz in seiner Heimatstadt Oakland wurde er sich schließlich mit diesen einig und war gewillt, wieder in der NFL aufzulaufen. Zu diesem Zeitpunkt lief sein Vertrag mit den Seahawks noch ein Jahr, weshalb er nicht als Free Agent zu den Raiders gehen konnte. Die Raiders wünschten sich allerdings vor dem NFL Draft 2017 eine Entscheidung.
Man einigte sich schließlich auf einen Tausch. Die Seahawks gaben neben Lynch ihren Draft-Pick der 6. Runde ab und erhielten dafür den 5.-Runden-Pick der Raiders. Beide Draft-Picks betreffen den NFL Draft 2018. Marshawn Lynch unterschrieb am 26. April 2017 bei den Raiders einen Zweijahresvertrag, bei dem er im ersten Jahr ein Basisgehalt von 3 Mio. US-Dollar bekommt. Das zweite Jahr ist als Option der Raiders festgehalten. Wenn diese Option gezogen wird, greift eine Vertragsklausel, die Lynchs Gehalt aus dem ersten Jahr verdoppelt. In dem zweiten Spiel der regulären Saison 2017 gegen die New York Jets erzielte Lynch seinen ersten Touchdown für die Raiders, dem je ein weiterer Touchdown in den beiden nächsten Spielen folgte. Insgesamt absolvierte Lynch nur sechs Spiele in der Saison, bevor eine langwierige Leistenverletzung ihn stoppte. In den 21 Spielen in den beiden Spielzeiten, in denen er für die Oakland Raiders aktiv war, lief er für 1.267 Yards Raumgewinn und erzielte 10 Touchdowns. Im April 2019 erklärte er laut ESPN, dass er nicht plane, wieder Football zu spielen.

### Rückkehr nach Seattle
Am 23. Dezember 2019 wurde er erneut von den Seahawks verpflichtet, nachdem diese unter massiven Verletzungsproblemen unter ihren Runningbacks litten. Beim 21:26 der Seahawks gegen die San Francisco 49ers am 17. und letzten Saisonspieltag der Saison steuerte er bei 12 Ballaktionen 34 Yards und einen Touchdown bei. Trotz dieser Niederlage zogen die Seahawks dank ihrer Bilanz von 11:5 als Zweiter der NFC West in die Play-offs ein und traten am 5. Januar 2020 in der Wildcard-Runde beim Sieger der NFC East, den Philadelphia Eagles, an. Beim 17:9-Triumph erhielt Lynch zwar nur sechsmal den Ball und erzielte lediglich 7 Yards Raumgewinn, konnte aber einen Touchdown beisteuern. In der folgenden Woche traten die Seahawks dann am 12. Januar 2020 bei den an zweiter Stelle gesetzten Green Bay Packers an, die bis zur Halbzeit mit 21:3 davonzogen. Lynch erhielt in diesem Spiel 12-mal den Ball und erzielte 26 Yards sowie zwei Touchdowns, konnte aber nicht verhindern, dass die Seahawks sich den Packers trotz einer intensiven Aufholjagd in der zweiten Halbzeit letztlich mit 23:28 geschlagen geben mussten.

## Persönliches
Lynch gilt als sehr medienscheu. Im November 2014 verhängte die NFL eine Geldstrafe in Höhe von 100.000 US-Dollar gegen ihn, weil er seine Interviewpflichten nicht erfüllte. Nachdem ihm im Vorfeld des Super Bowls XLIX eine Geldstrafe von 500.000 US-Dollar angedroht worden war, wiederholte er bei einem Interview insgesamt 29 Mal den Satz „Ich bin nur hier, damit ich keine Strafe zahlen muss“. In einem weiteren Interview wiederholte er etwa fünf Minuten lang den Satz „You know why I am here“, was auf Deutsch „Ihr wisst, warum ich hier bin“ bedeutet, um erneut einer Strafe zu entgehen.
Im Spiel Predator Hunting Grounds wurde Lynch 2020 in Form des Dante „Beast“ Jefferson als DLC umgesetzt. Seine Waffe ist ein Raketenwerfer. Seit 2013 tritt er immer wieder in verschiedenen Medienproduktionen auf, vom Kinofilm über Fernsehserien, Musikvideos, Videospielen bis hin zu einer Werbung die zum Verzicht auf Handys aufruft. Obwohl er immer wieder auch als er selbst auftritt, spielt Lynch anders als vergleichbare Persönlichkeiten auch immer wieder fiktive Charaktere. Seine bislang größte Rolle hatte er 2023 in der emanzipatirisch-satirischen Filmkomödie Bottoms der Regisseurin Emma Seligman. In der Fernsehserie Westworld war er 2020 in drei Folgen der dritten Staffel zu sehen.
Lynch hat mehrere Verwandte, die ebenfalls professionell American Football spielen oder gespielt haben. Darunter sind seine Cousins JaMarcus Russell (ehemaliger Quarterback der Oakland Raiders), Josh Johnson (Quarterback), Robert Jordan (ehemaliger Wide Receiver in der Canadian Football League und Arena Football League) und sein Onkel Lorenzo Lynch, der von 1987 bis 1997 als Cornerback in der NFL auflief.